# Salvador Cardona
Salvador Cardona Balbastre (* 12. Januar 1901 in Alfauir; † 15. Januar 1985 in Pau) war ein spanischer Radrennfahrer und nationaler Meister im Radsport.

## Sportliche Laufbahn
Cardona war im Straßenradsport aktiv. 1954 nahm er nach seiner Karriere als Radprofi die französische Staatsbürgerschaft an. Von 1928 bis 1938 war Unabhängiger und Berufsfahrer. Seine bedeutendsten Erfolge waren der Sieg auf der 9. Etappe der Tour de France und in der spanischen Straßenmeisterschaft 1935.
Weitere Siege gelangen ihm im Gesamtklassement der Volta a la Comunitat Valenciana 1929 mit drei Etappensiegen, bei Bordeaux–Marseille 1930 und 1931, im Circuit de la Chalosse und in der Katalonien-Rundfahrt (Gesamtsieg und drei Etappen), im Rennen Prueba Villafranca de Ordizia und der Vuelta a Galicia (Gesamtsieg und eine Etappe), im Circuit des cols pyrénéens und im Grand Premio Republica (Gesamtsieg und eine Etappe) sowie in der Vuelta a Mallorca 1935. Dazu kamen Etappenerfolge in der Tour du Sud-Est 1927, im Circuit du Béarn 1929, in der Katalonien-Rundfahrt und in der Volta a la Comunitat Valenciana 1932 (1933 hatte er dort drei Etappensiege). 1935 und 1936 gewann er eine Etappe in der Vuelta a España und zwei Etappen in der Katalonien-Rundfahrt. Zweiter wurde er im Circuit du Béarn 1933 hinter Pierre Magne und in der Kastilien-Rundfahrt 1934.
Die Tour de France fuhr er fünfmal. 1928 wurde er 15., 1929 4., 1930 16., 1935 22. 1931 war er ausgeschieden. In der Vuelta a España wurde er 1935 11. und 1935 18. im Endklassement.